# 源俊賢
源 俊賢（みなもと の としかた）は、平安時代中期の公卿。醍醐源氏、西宮左大臣・源高明の三男。官位は正二位・権大納言。
藤原公任、同斉信、同行成と並んで一条朝の四納言と呼ばれ、摂関政治の一角を担う能吏として知られた。

## 経歴
冷泉朝の安和2年（969年）俊賢11歳の時、左大臣の高位にあった父・高明が大宰権帥に左遷され失脚する憂き目に見舞われる（安和の変）。この時に、高明の11,2歳くらいになる童（子供）が大宰府について行くことを許されたとされるが（『栄花物語』）、年齢的に俊賢であったと考えられる。その後、天禄3年（971年）になって高明は赦されたが、政界に復帰することはなく、天元5年（982年）に没するまで葛野に隠棲した。父の左遷は俊賢に藤原氏の勢力を痛感させ、その後の処世術に影響を与えたと想定される。また、俊賢は高明によって厳しく育てられ、大学寮でも学んだらしい。
円融朝の天延3年（975年）従五位下に叙爵し、貞元2年（977年）侍従に任官する。永観2年（984年）従五位上・左兵衛権佐に叙任されると、寛和2年（986年）左近衛権少将と花山朝から一条朝初頭にかけて武官を務め順調に昇進する。俊賢・経房兄弟の後見役に、当時の執政である藤原兼家がついていたと見られ、この間の昇進に兼家の思惑・配慮を読みとることができる。
永延2年（988年）右少弁兼五位蔵人に転じると、永祚2年（990年）正五位下・右中弁、正暦3年（992年）蔵人頭、正暦4年（993年）従四位下、正暦5年（994年）権左中弁と関白・藤原道隆の執政下で弁官を務めながら昇進を重ね、長徳元年（995年）5月に妹・源明子の夫で義兄弟にあたる藤原道長が内覧に就任すると、8月には俊賢も参議に任ぜられ公卿に列した。
俊賢が蔵人頭になった際、本来は頭中将から参議に遷った藤原公任の後任を選ぶ人事で、既に頭弁として源扶義がいたこともあり、通常ならば従四位上・左近衛中将であった藤原斉信が適任であったところ、正五位下・右中弁の俊賢が任じられた。これにより、頭弁が2人になっただけでなく、五位ながら蔵人頭に任ぜられるという異例の抜擢（朱雀朝以降は藤原師輔・藤原挙賢・藤原顕光・藤原道兼ら藤原北家嫡流の僅少例のみ）であった。この背景には藤原道隆の恩遇があったとされ、俊賢が道隆に自己を推薦したという逸話がある。俊賢はこの恩偶を忘れず、道隆の薨御や長徳の変を通じて中関白家が没落していく中でも同家に対して好意的に接した。
- 長徳元年（995年）5月に藤原道長に対する内覧宣旨が発せられるが、父・道隆の後を継げなかった藤原伊周に同情して、蔵人頭であった俊賢は空眠りをしてこの宣旨を聞かなかったふりをしたという（『古事談』）[13]。
- 長徳2年（996年）3月に兄弟である伊周・隆家に対する花山院奉射事件に伴う断罪を間近に控え、内裏を退出した中宮・藤原定子の里邸・二条北宮への行列に、公郷ががほぼ「障りを申し」立てて供奉しない中、参議平惟仲とともに扈従した（『小右記』）[14]。なお、長保元年（999年）では扈従していない。
- 長徳2年（996年）6月に藤原定子の在所・二条北宮が焼亡した際、俊賢は源頼定と同車して馳せ参じた（『小右記』）[15]。
- 長徳3年（997年）4月の伊周・隆家兄弟に対して恩赦・召還することの詮議において、俊賢は藤原実資・藤原公任・平惟仲とともに「罪は恩詔を潤すべし。『犯八虐を免す』の文に依る。但し召し上ぐる事に至りては、只、勅定在り。左右、定め申し難し」と最も温厚な意見を採った（『小右記』）[16]。

一方で、長徳の変を経て執政の座は藤原道長に遷るが、俊賢は中関白家との繋がりを保ちながらも、義兄弟にも当たる道長への協力も怠らないという平衡感覚のよさを発揮する。
- 長徳2年（996年）8月の道長主催の藤原在国大宰大弐赴任の餞において、夕刻に行われた和歌会へ参加（『小右記』）[18]。
- 長保元年（999年）2月の道長・倫子夫妻の春日詣に従う（『御堂関白記』）[19]
- 長保元年（999年）10月に道長長女の彰子入内屏風和歌を詠進（『小右記』）[20]

長徳元年（995年）参議に昇進するに際し、後任の蔵人頭の人選について一条天皇の諮問を受け、藤原行成を推挙。父祖に早世され沈淪した青年期を過ごした行成は、この俊賢の進言あってこそ、一条天皇によって一挙に地下から万人垂涎の重職である蔵人頭に抜擢され、以後順調な官途を歩んだのである。行成は俊賢より13歳年下であったが、二人は後々まで相許した親友で、俊賢は行成の子・良経の加冠役を勤め、嫡子・顕基の後室に行成女を迎えたとされる。
議政官の傍らで、勘解由長官・修理大夫・右近衛中将・治部卿を兼帯しながら、長徳3年（997年）従四位上、長保2年（1000年）正四位下、長保3年（1001年）従三位、長保5年（1003年）には上位3名（藤原懐平・菅原輔正・藤原忠輔）を越えて正三位と順調に昇進した。この間、長保4年（1002年）より中宮・彰子の中宮権大夫（のち大夫）を務め、彰子が皇太后・太皇太后へと進むに従い転任し、20余年の間に亘って宮大夫に在職した。
その後、寛弘元年（1004年）藤原有国を越えて権中納言、寛弘5年（1008年）藤原時光を越えて従二位に叙任され、寛弘7年（1010年）には上位3名（藤原公任・藤原隆家・藤原行成）を越えて極位である正二位に至る。
三条朝では昇進がなく長和2年（1013年）には道長の長男である藤原頼通に権大納言昇進で先を越されるが、後一条朝初頭の寛仁元年（1017年）俊賢も権大納言に昇進している。寛仁年間の初めに三度辞表を奉り、寛仁3年（1019年）致仕を許されて権大納言を辞任して、治部卿（のち民部卿）と太皇太后宮大夫を務めた。権大納言辞任は出家する道長に近侍するために権大納言の官は却って重荷になること、道長の子・教通に権大納言を譲ることで、道長との関係を強化しようとしたのである。関口力は第一線を退きながらも依然として権力を保持していた道長にとって俊賢はマネージャー兼（各方面との斡旋・仲介を行う）ブローカー的役割を果たしていたとしている。
万寿3年（1026年）10月20日致仕を聴される。万寿4年（1027年）6月12日に病篤きによって出家。最終官位は民部卿正二位。翌13日薨去。享年は父の高明と同じ69であった。

## 人物
父親（源高明）が政変で失脚させられながらも、時の執政（藤原兼家・道隆・道長）と親密な関係を築き、藤原氏全盛期に源氏出身ながら権大納言まで昇ったことから、以下の評価がある。
- 俊賢の処世術は明白単純であって、それは明敏な学識を持って、常に最高権力者に密着することであった。（中略）時勢の推移を敏感に観察し、昨日の恩人を追い落とすことに躊躇を覚えなかった（関口力）[23]。
- 俊賢ハ又コトニコトニ御堂ニハシタシク候テ、イササカモアシキ意趣ナカリケリ（慈円）[24]。

## 官歴
注記のないものは『公卿補任』による。
- 天延3年（975年） 正月7日：従五位下（皇太后宮御給）
- 貞元2年（977年） 2月20日：侍従
- 永観2年（984年） 正月7日：従五位上（侍従労）。8月18日：備後介。10月30日：左兵衛権佐
- 寛和2年（986年） 8月13日：左近衛少将
- 永延元年（987年） 9月4日：右近衛少将。9月26日：左近衛少将
- 永延2年（988年） 正月9日：昇殿。正月29日：右少弁、兼讃岐権介。10月：五位蔵人（平惟仲近江守替）
- 永祚2年（990年） 8月30日：右中弁。9月30日：正五位下（造宮行事）
- 正暦2年（991年） 4月26日：太皇太后宮権亮（太皇太后・昌子内親王）
- 正暦3年（992年） 8月28日：蔵人頭（頭弁）
- 正暦4年（993年） 正月7日：従四位下
- 正暦5年（994年） 9月8日：権左中弁、右兵衛督
- 長徳元年（995年） 8月29日：参議、右兵衛督如元
- 長徳2年（996年） 正月25日：兼伊予権守。8月5日：兼勘解由長官、止督
- 長徳3年（997年） 正月7日：従四位上（参議労）
- 長徳4年（998年） 10月26日：修理大夫、辞勘解由長官
- 長保元年（999年） 閏3月29日：辞大夫
- 長保2年（1000年） 10月21日：正四位下（造宮行事）。
- 長保3年（1001年） 正月24日：兼播磨権守。8月25日：兼右近衛中将。10月3日：兼治部卿。10月10日：従三位（東三条院御賀、院司賞）
- 長保4年（1002年） 2月30日：兼中宮権大夫（中宮・藤原彰子）
- 長保5年（1003年） 3月26日：正三位（八幡行幸行事賞）
- 長保6年（1004年） 正月24日：権中納言、治部卿権大夫如元
- 寛弘5年（1008年） 10月16日：従二位（中宮行幸次）
- 寛弘7年（1010年） 12月17日：正二位（造一条院行事賞）
- 寛弘8年（1011年） 12月18日：兼中宮大夫
- 長和6年（1017年） 3月4日：権大納言。7日：治部卿皇太后宮大夫等如元
- 寛仁2年（1018年） 3月11日：着座。10月7日：太皇太后宮大夫（転后日）。12月30日：上表辞退
- 寛仁3年（1019年） 10月20日：被納辞表、致仕、治部卿太皇太后宮大夫
- 寛仁4年（1020年） 11月29日：民部卿
- 万寿3年（1026年） 正月19日：止大夫（本宮出家依也）
- 万寿4年（1027年） 6月12日：出家（民部卿正二位）[25]。6月13日：薨去

## 系譜
- 父：源高明
- 母：藤原師輔の三女
- 正室：藤原忠君の娘（?-1035） - 中納言の君、藤原定子の上臈女房
  - 男子：源顕基（1000-1047）
  - 男子：源隆国（1004-1077）
  - 女子：成尋阿闍梨母（988?-?） - 藤原貞叙室
- 生母不明の子女
  - 男子：隆縁
  - 女子：源朝任室

子孫は醍醐源氏の嫡流として、子・隆国、孫・俊明の三代に渡って大納言を出した。

## 関連作品
テレビドラマ
- 『光る君へ』（2024年、NHK大河ドラマ、演：本田大輔）